# 大郊区
大郊区是江苏省南京市一个短暂存在的特殊行政区所使用的称谓，即南京市郊区人民委员会管辖的区域。在人民公社化背景下，这一行政区存在于1958年至1960年间。
南京市人民委员会（即南京市人民政府）在1958年11月，撤销燕子矶区、栖霞区、雨花台区和陵园区的建制，成立南京市郊区人民委员会，履行政府职能，所辖区域即“大郊区”。原有乡镇，除燕子矶镇、小市镇和迈皋桥乡划入下关区外，皆属大郊区。原各区机关单位，亦进行了相应处置。
在三年自然灾害的背景下，1960年9月，为贯彻国民经济以农业为基础的，撤销大郊区建制。所属人民公社、镇，分别划入六个城区。大郊区相关机构单位撤销。1962年7月，南京市人民委员会成立城郊工作委员会和郊区办事处，除属鼓楼区的小市镇外，领导原属六个城区的公社（原来的乡）、集镇。原栖霞区归入玄武区，原雨花台区归入白下区、秦淮区和建邺区。
1963年5月，江苏省人民委员会（即江苏省人民政府）批准，恢复燕子矶区、栖霞区、陵园区。同时，原雨花台区南郊部分称雨花区（又更名为雨花台区），西郊部分称江东区。最终，在1965年，这5个郊区合并为栖霞区和雨花台区。小市镇改属栖霞区。

## 备注
1. ↑  燕子矶镇演变为燕子矶街道，小市镇演变为小市街道，迈皋桥乡演变为迈皋镇、迈皋桥街道。